# Ambasada RP w Kinszasie
Ambasada Rzeczypospolitej Polskiej w Kinszasie (fr. Ambassade de Pologne a Kinshasa) – polska misja dyplomatyczna w stolicy Demokratycznej Republiki Konga, funkcjonująca w latach 1961–2008.

## Historia
Polska uznała niepodległość Demokratycznej Republiki Konga 30 czerwca 1960, czyli w dniu jej ogłoszenia. Stosunki dyplomatyczne pomiędzy oboma krajami nawiązano we wrześniu 1960. W 1961 kraje bloku wschodniego, w tym PRL, uznały za legalne władze państwa rząd Ludowej Republiki Kongo premiera Antoine'a Gizenga. PRL otworzył swoje przedstawicielstwo dyplomatyczne w Stanleyville (obecnie Kisangani), gdzie rezydował rząd Gizenga. Po unormowaniu się sytuacji w państwie przeniesiono je do Léopoldville (obecnie Kinszasa), gdzie ambasada działała nieprzerwanie do 2008, gdy została zlikwidowana. Od tego roku w Demokratycznej Republice Konga akredytowany jest ambasador RP w Luandzie.
Placówka mieściła się pod adresem: 63, Avenue de la Justice Kinshasa Gombe.